# 美丽蓝钟花
美丽蓝钟花（学名：Cyananthus formosus），为桔梗科蓝钟花属下的一个植物种。为中国的特有植物。分布于中国大陆的云南、四川等地，生长于海拔2,800米至4,100米的地区，多生长于林间沙地、山地草地及林边碎石地上。